# Lasaia peninsularis
Lasaia peninsularis är en fjärilsart som beskrevs av Clench 1971. Lasaia peninsularis ingår i släktet Lasaia och familjen Riodinidae. Inga underarter finns listade i Catalogue of Life.